# Ludowa Armia Paragwaju
Ludowa Armia Paragwaju (hiszp. Ejército del Pueblo Paraguayo, EPP) – grupa partyzancka z Paragwaju. 

## Geneza
Wywodzi się ze środowiska członków lewicowej Partii Wolnej Ojczyzny, która została zdelegalizowana ze względu na głoszenie haseł zbrojnego obalenia rządu.

## Historia
Istnienie formacji ogłoszono 17 marca 2008 roku. Ugrupowanie od tego czasu prowadzi powstanie przeciwko rządowi Paragwaju. 31 grudnia 2008 roku rebelianci zajęli bazę wojskową w departamencie San Pedro, skradli z niej broń, a następnie podpalili obiekt. W lipcu 2016 roku w ataku bojowników EPP zginęło 8 żołnierzy. Ugrupowanie ma na koncie liczne ataki na bogatych właścicieli ziemskich i porwania dla okupu. Formacja działa głównie na wiejskich obszarach departamentów San Pedro i Concepción. Według źródeł rządu paragwajskiego członkowie partyzantki ukrywają się pośród społeczności chłopskich i handlarzy narkotyków. 
Rząd Paragwaju definiuje EPP jako organizację terrorystyczną. Paragwajskie agencje antynarkotykowe oskarżają rebeliantów o ochronę handlarzy narkotyków oraz uprawę i handel marihuaną czemu sami partyzanci zaprzeczają.

## Kontakty zagraniczne
Według rządu Paragwaju EPP współpracowała z partyzantką Rewolucyjne Siły Zbrojne Kolumbii (FARC). Członkowie EPP mieli rzekomo przejść szkolenie wojskowe w obozach FARC.

## Liczebność
W 2017 roku formacja grupowała od 200 do 300 partyzantów.

## Ideologia
Jest ugrupowaniem marksistowskim. W programie EPP występują odwołania do działalności historycznego prezydenta Paragwaju José Gaspara Rodrígueza de Francii.